# 白沙灣公眾碼頭
白沙灣公眾碼頭（英語：Pak Sha Wan Public Pier）位於香港新界西貢區白沙灣，是一個小型的公眾碼頭，建於1974年。該碼頭有一條航線來往廈門灣。由於碼頭甚為殘舊，土木工程拓展署於2001年對碼頭進行重建。然而該工程遭到審計署批評。